# 光跳岩䲁
光跳岩䲁（學名：Petroscirtes xestus），為輻鰭魚綱鳚形目䲁科跳岩䲁屬的一種，分布於印度太平洋區，從東非到萊恩群島與社會群島, 北至馬里亞納群島, 南至大堡礁海域，深度0至12公尺，本魚體延長，體色淡白色、淡黃色到灰色，身體有密集的斑點和花斑，從眼睛到尾巴根部有一條深色條紋，背鰭硬棘10-11枚、背的軟條14-16枚，體長可達7.5公分，棲息在水淺的珊瑚礁及潟湖沙底質水域，雌魚產附著性卵，雄魚有護卵行為，幼魚為浮游性，生活習性不明，可做為觀賞魚。